# Trypetinae
Sous-famille
Les Trypetinae sont une sous-famille d'insectes diptères de la famille des Tephritidae (mouches des fruits).
Elles sont regroupées en 7 tribus :
- Adramini (183 espèces, 26 genres)
- Carpomyini (123 espèces, 12 genres)
- Rivelliomimini (6 espèces, 3 genres)
- Toxotrypanini (235 espèces, 3 genres)
- Trypetini (416 espèces, 49 genres)
- Xarnutini (8 espèces, 2 genres)
- Zaceratini (2 espèces, 2 genres)